# It's a Fine Day
It's a Fine Day är en sång av Edward Barton, utgiven som singel 1983 med Jane Lancaster på sång. Singeln nådde femte plats på UK Indie Chart.

## Opus III:s version
År 1992 utgav gruppen Opus III med sångerskan Kirsty Hawkshaw sin version av "It's a Fine Day". Singeln nådde första plats på Hot Dance Club Songs och femte plats på UK Singles Chart.